# 정호섭 (1993년)
정호섭은 아이코닉스의 사장이다.

## 대표 연혁
- 1993년 : 출생
- 2019년 : 최종일→정호섭 대표이사 변경

## 현재 캐릭터
- 정호섭은 최종일의 아들이며 상징을 말한다.
 정호섭은 정오섭(초이락컨텐츠팩토리 사장)→정호섭(아이코닉스 사장)로 변경되어 사용하고 있다.
 본명은 무현이고, 별명은 호섭이다.